# (523691) 2014 DO143
(523691) 2014 DO143 est un objet transneptunien faisant partie des twotinos, son diamètre est estimé à 300 km, ce qui pourrait le qualifier comme candidat au statut de planète naine.